# Municipio de Anderson (condado de Madison)
El Condado de Anderson es uno de los 14 municipios del condado de Madison, Indiana. Según el censo del año 2000, tenía una población de 60 026 habitantes. Aparte de los enclaves del Country Club y Altos del Bosque del Río, el municipio entero está dentro de los límites de la ciudad de Anderson, Indiana.

## Localidades que engloba
- Anderson (la mayor parte)
- Country Club Heights
- Edgewood
- River Forest
- Woodlawn Heights